# 장사 유씨
장사 유씨(長沙兪氏)는 전북특별자치도 고창군 무장면을 관향으로 하는 한국의 성씨이다.

## 역사
장사유씨(長沙兪氏)의 시조 유순직(兪舜稷)은 고려 예종 때 삼중대광(三重大匡)으로 소부시소감(小府寺少監)을 지냈다고 전해진다.
유순직의 증손인 문도공(文度公) 유천우(兪千遇)는 원종 때 최의(崔誼)를 축출하는 데 공을 세웠으며 중서시랑평장사 삼중대광 도첨의 겸 정당문학에 오르고 충렬왕 때에는 찬성사로 승진되었다.
장사 유씨의 일파로 정랑을 지낸 유저우(兪底遇)가 있다.

## 본관
장사현(長沙縣)은 전북특별자치도(全羅北道) 고창(高敞)에 있는 옛 지명이다. 본래 백제의 상로현(上老縣)이었는데, 신라시대에 장사현으로 고쳐서 영무(靈武)의 영현(領縣)으로 삼았다. 고려에서는 그대로 따랐다가 뒤에 감무를 두어 무송현(茂松縣)을 겸임케 하였는데, 1417년(조선 태종 17)에 무송현과 장사현을 합쳐서 무장현(茂長縣)으로 하였다. 1836년(헌종 2년) 무장군으로 승격되었다가, 1914년 3월 1일 부군폐합령으로 고창군에 합병되었다.
《세종실록지리지(世宗實錄地理志)》에 장사현(長沙縣)의 성씨로 유(兪)·사(史)·정(丁)·현(玄)이 있다고 되어 있으며, 《신증동국여지승람(新增東國輿地勝覽)》에 의하면 장사에 유(兪)·사(史)·현(玄)·정(丁)·김(金)이 있다고 되어 있다.

## 같이 보기
- 무안 유씨